# Maltatornuggla
Maltatornuggla (Tyto melitensis) är en förhistorisk utdöd fågel i familjen tornugglor inom ordningen ugglefåglar. Den beskrevs 1891 av Richard Lydekker som Strix melitensis men placerades istället 1970 i släktet Tyto. Fågeln är endast känd från subfossila lämningar och består av ett enda vänsterlårben vars ålder är daterat till sen Pleistocen. Jämfört med jorduggla är det längre och smalare, med kattuggla tjockare och mer böjt. Vissa anser att arten antingen är en synonym eller underart till tornuggla.